# ترانه‌شناسی انیگما
این یک دیسکوگرافی آثار از انیگما است.
توجه: تمام آلبوم‌ها به وسیلهٔ ویرجین رکوردز یا زیرمجموعهٔ آن، ویرجین شالپلتن جی‌ام‌بی‌ایچ عرضه شده‌اند. حد تک‌آهنگ‌های یوروچارت و حد آلبوم‌های یوروچارت به وسیلهٔ مجلهٔ تجاری موسیقی و رسانه (تابعهٔ مجلهٔ بیلبورد) گردآوری شده‌اند و بر اساس فروش در جدول‌های موسیقی ۱۶ کشور اروپایی می‌باشند (فهرست کشورها). اطلاعات مربوط به برترین‌های ایالات متحده: برای تک‌آهنگ‌ها از بیلبورد هات ۱۰۰، برای آلبوم‌ها از بیلبورد هات ۲۰۰؛
فروش تخمینی آلبوم‌های استودیویی و تلفیقی انیگما ۳۵ میلیون نسخه‌است. 
فروش تک‌آهنگ‌های انیگما بیش از ۱۵ میلیون نسخه‌است.

## آلبوم‌های استودیویی
| عنوان (سال) | توضیحات اضافه |
| ام‌سی‌ام‌اکس‌سی ای.دی. (۱۹۹۰) #۱ بریتانیا، #۳۸ بریتانیا (پخش ۱۹۹۴)، #۶ ایالات متحده، #۱ یوروچارت، #۳ آلمان، #۱ فرانسه، #۱ یونان، #۱ نروژ، #۱ بلژیک، #۱ برزیل، #۱ سنگاپور، #۱ پرتغال، #۱ کره، #۱ اسپانیا، #۱ آفریقای جنوبی | #۱ در ۴۱ کشور ایالات متحده x۴ پلاتین (۴٫۷ میلیون)، بریتانیا x۳ پلاتین، سی‌آرآی‌ای x۲ پلاتین، فرانسه x۲ پلاتین، آلمان x۲ پلاتین، جهانی x۶۰ پلاتین فروش جهانی: ۱۴ میلیون (تا سال ۱۹۹۵، اطلاعات از مجلهٔ بیلبورد) . فروش تخمینی - ۲۰ میلیون. |
| صلیب تغییرات (۱۹۹۳) #۱ بریتانیا، #۹ ایالات متحده، #۲ یوروچارت،#۵ آلمان،#۱ یونان | آی‌اف‌پی‌آی پلاتین، سی‌آرآی‌ای x۲ پلاتین، آرآی‌ای‌ای(ایالات متحده آمریکا) ۲xپلاتین (۲٫۸ میلیون)، بریتانیا x۲ پلاتین فروش جهانی: ۸ میلیون (تا سال ۱۹۹۶) فروش تخمینی - ۱۲ میلیون.                                                               |
| شاه مرده‌است، زنده باد شاه! (۱۹۹۶) #۱۲ بریتانیا، #۲۵ ایالات متحده، #۳ یوروچارت، #۳ المان، #۱ نروژ، #۱ یونان، #۸ فرانسه                                                                                                 | نامزد جوایز گرمی ۱۹۹۸ (میلادی) سی‌آرآی‌ای پلاتین، آرآی‌ای‌ای پلاتین، پلاتین بریتانیا ۳٫۶ میلیون کپی از پیش سفارش‌شده تا نوامبر ۱۹۹۶ فروش تخمینی - ۷ میلیون.                                                                                 |
| صفحه پشت آینه (۱۹۹۹) #۷ بریتانیا، #۳۳ ایالات متحده، #۲ یوروچارت،#۱ یونان،#۲ آلمان،#۲ نروژ،#۵ ژاپن، #۱۶ فرانسه #۲ آلبوم‌های اینترنتی برتر بیلبورد                                                                       | UK پلاتین، سی‌آرآی‌ای Gold، آرآی‌ای‌ای طلا (۵۰۰٬۰۰۰+) فروش تخمینی - ۵ میلیون. |
| ویاژر (۲۰۰۳) #۴۶ بریتانیا، #۹۴ ایالات متحده، #۶ آلمان،#۱۲ یوروچارت، #۲ عربستان، #۳ یونان، #۴ پرتغال، #۱۷ ایتالیا #۱ آلبوم‌های الکترونیکی برتر بیلبورد                                                                  | - |
| آ پوستریوری (۲۰۰۶) #۹۵ ایالات متحده، #۱۶ آلمان، #۳ یونان، #۳۲ ایتالیا، #۹۸ فرانسه، #۱۷ اتریش، #۲۴ سوئیس، #۸ هلند، #۲۷ پرتغال، #۹ لهستان #۳ آلبوم‌های الکترونیکی برتر بیلبورد                                           | پخش در ۲۲ سپتامبر، ۲۰۰۶ نامزد جوایز گرمی ۲۰۰۷ |